# Castanheira de Pêra e Coentral
Castanheira de Pêra e Coentral (llamada oficialmente União das Freguesias de Castanheira de Pêra e Coentral) es una freguesia portuguesa del municipio de Castanheira de Pêra, distrito de Leiría.

## Historia
Fue creada el 28 de enero de 2013 en aplicación de una resolución de la Asamblea de la República de Portugal promulgada el 16 de enero de 2013 con la unión de las freguesias de Castanheira de Pera y Coentral, pasando su sede a estar situada en la antigua freguesia de Castanheira de Pera.

## Demografía
| Gráfica de evolución demográfica de Castanheira de Pêra e Coentral entre 2011 y 2021 |
|                                                                                      |
| Datos según el nomenclátor publicado por el INE portugués.                           |